# Neuroleon guernei
Neuroleon guernei är en insektsart som beskrevs av Navás 1914. Neuroleon guernei ingår i släktet Neuroleon och familjen myrlejonsländor. Inga underarter finns listade i Catalogue of Life.